# Фрідріх-Вільгельм-Адольф Нассау-Зігенський
Фрідріх Вільгельм Адольф Нассау-Зігенський ( нім. Friedrich Wilhelm I Adolf von Nassau-Siegen 20 лютого 1680 - 13 лютого 1722 ) - князь Нассау-Зігена (в 1707 - 1722).

## Біографія
Старший син Вильгельма Моріца, князя Нассау-Зігена та Ернести Шарлоти Нассау-Ділленбурзької.
Після смерті батька в 1691  році Вільгельм Адольф, у віці 11 років, успадкував звання князя Нассау-Зігена. Регентом князя став двоюрідний дядько Вільгелма Адольфа католик Йоганн Франц Десідератус Нассау-Зігенський. В 1699 році після смерті Йоганна регентство успадкував його син Вільгельм Гіацинт Нассау-Зігенський.
29 березня 1707 року Вільгельм Гіацинт був відсторонений від влади і Фрідріх Адольф стає фактичним правителем Нассау-Зігена.

## Сім'я
Фрідріх Адольф був двічі одружений. 7 січня 1702 року він одружився з Єлизаветою Гессен-Гомбургзькою. Від першого шлюбу в них були діти:
- Шарлотта Фрідеріка (30 листопада 1702 – 22 липня 1785)
- Софія Марія (28 січня 1704 – 28 серпня 1704)
- Сибілла Генрієтта (21 вересня 1705 – 5 вересня 1712)
- Фрідріх Фільгельм ІІ (11 листопада 1706 – 2 березня 1734)
- Софія Єлизавета (7 листопада 1707 – 5 жовтня 1708)

Після смерті Єлизавети Фрідріх Адольф одружився з Амалією Луізою (1687 – 1750) 13 квітня 1708 року. Після смерті Вільгельма Адольфа вона стала регенткою свого пасинка Фрідріха Вільгельма ІІ. Діти від другого шлюбу:
- Аделаіда Вільгельміна Софія (28 лютого 1709 – 16 грудня 1710)
- Карл Фрідріх (4 березня 1710 – 25 грудня 1710)
- Шарлотта Вільгельміна (25 квітня 1711 – 7 березня 1771)
- Августина Альбертина (9 вересня 1712 – 22 лютого 1742)
- Людвіг Фердинанд (29 березня 1714 – 26 лютого 1715)
- Кароліна Амалія Адольфіна (26 листопада 1715 – 10 серпня 1752)
- Вільгель Моріц (1 березня 1717 – 5 серпня 1719)
- Єлизавета Гедвіга (19 квітня 1719 – 10 січня 1789)